# Procalypta victorina
Procalypta victorina là một loài bướm đêm thuộc phân họ Arctiinae, họ Erebidae.